# This Is What You Came For
"This Is What You Came For" là một bài hát của DJ kiêm nhà sản xuất thu âm người Scotland Calvin Harris hợp tác với nghệ sĩ thu âm người Barbados Rihanna. Nó được phát hành vào ngày 29 tháng 4 năm 2016 như là một đĩa đơn bởi Westbury Road Entertainment và Columbia Records. Bài hát được đồng viết lời và sản xuất bởi Harris và Taylor Swift dưới bút danh Nils Sjöberg. "This Is What You Came For" đánh dấu lần cộng tác tác chính thức thứ ba giữa Harris và Rihanna sau những tác phẩm hợp tác cho album phòng thu thứ sáu của cô, Talk That Talk (2011), bao gồm bản hit thành công toàn cầu "We Found Love" và đĩa đơn top 5 ở Hoa Kỳ "Where Have You Been". Đây là một bản EDM mang nội dung đề cập đến tình cảm của một cô gái đối với người yêu của mình, mặc cho sự chú ý và bàn tán từ những người xung quanh.
Sau khi phát hành, "This Is What You Came For" nhận được những phản ứng trái chiều từ các nhà phê bình âm nhạc, trong đó họ đánh giá cao giai điệu hấp dẫn cũng như chất giọng của Rihanna, nhưng cũng vấp phải một số chỉ trích về việc thiếu sự mới mẻ và nhàm chán. Tuy nhiên, bài hát đã gặt hái nhiều giải thưởng và đề cử tại những lễ trao giải lớn, bao gồm một đề cử tại giải Brit năm 2017 cho Đĩa đơn Anh quốc của năm. "This Is What You Came For" còn tiếp nhận những thành công ngoài sức tưởng tượng về mặt thương mại, đứng đầu các bảng xếp hạng ở Úc, Canada, Hungary và Ireland, đồng thời lọt vào top 10 ở hầu như tất cả những quốc gia nó xuất hiện, bao gồm vươn đến top 5 ở nhiều thị trường lớn như Áo, Bỉ, Đan Mạch, Pháp, Đức, Ý, Hà Lan, New Zealand, Na Uy, Ba Lan, Tây Ban Nha, Thụy Điển, Thụy Sĩ và Vương quốc Anh. Tại Hoa Kỳ, nó đạt vị trí thứ ba trên bảng xếp hạng Billboard Hot 100, trở thành đĩa đơn thứ hai của Harris và thứ 21 của Rihanna vươn đến top 5 tại đây.
Video ca nhạc cho "This Is What You Came For" được đạo diễn bởi Emil Nava, trong đó bao gồm những cảnh Rihanna hát và nhảy múa bên trong một chiếc hộp khổng lồ với những hiệu ứng đồ họa được sử dụng xung quanh. Nó đã nhận được hai đề cử tại giải Video âm nhạc của MTV năm 2016 cho Video xuất sắc nhất của nam ca sĩ và Hợp tác xuất sắc nhất, và chiến thắng hạng mục đầu tiên. Kể từ khi phát hành, bài hát đã được hát lại và sử dụng làm nhạc mẫu bởi nhiều nghệ sĩ, như Shawn Mendes, Conor Maynard, Bart Baker, Madilyn Bailey, Tyler Ward, Boyce Avenue, Kurt Hugo Schneider và chính tác giả của nó Swift. Mặc dù gặt hái nhiều thành công về mặt thương mại, "This Is What You Came For" đã không xuất hiện trong bất kỳ album nào của Harris và Rihanna, mặc dù ban đầu anh đã ngỏ ý sáng tác bài hát cho album phòng thu thứ tám của nữ ca sĩ, ANTI (2016). Tính đến nay, nó đã bán được hơn 15 triệu bản trên toàn cầu, trở thành một trong những đĩa đơn bán chạy nhất mọi thời đại.

## Danh sách bài hát
- Tải kĩ thuật số[1]

1. "This Is What You Came For" (hợp tác với Rihanna) – 3:41

- Tải kĩ thuật số – Phối lại[2]

1. "This Is What You Came For" (hợp tác với Rihanna) (phối mở rộng) – 4:47
2. "This Is What You Came For" (hợp tác với Rihanna) (Dillon Francis phối lại) – 3:43
3. "This Is What You Came For" (hợp tác với Rihanna) (R3hab vs Henry Fong phối lại) – 4:18
4. "This Is What You Came For" (hợp tác với Rihanna) (R3hab phối lại) – 2:30
5. "This Is What You Came For" (hợp tác với Rihanna) (Grandtheft phối lại) – 3:01
6. "This Is What You Came For" (hợp tác với Rihanna) (Tony Junior phối lại) – 3:35
7. "This Is What You Came For" (hợp tác với Rihanna) (Bobby Puma phối lại) – 4:44

## Xếp hạng
| Bảng xếp hạng (2016-17)                       | Vị trí cao nhất |
| --------------------------------------------- | --------------- |
| Argentina (Monitor Latino)                    | 3               |
| Úc (ARIA)                                     | 1               |
| Áo (Ö3 Austria Top 40)                        | 4               |
| Bỉ (Ultratop 50 Flanders)                     | 4               |
| Bỉ (Ultratop 50 Wallonia)                     | 4               |
| Brazil (Billboard Brasil Hot 100)             | 3               |
| Canada (Canadian Hot 100)                     | 1               |
| Cộng hòa Séc (Rádio Top 100)                  | 2               |
| Cộng hòa Séc (Singles Digitál Top 100)        | 1               |
| Đan Mạch (Tracklisten)                        | 3               |
| Ecuador (National-Report)                     | 4               |
| Phần Lan (Suomen virallinen lista)            | 3               |
| Pháp (SNEP)                                   | 4               |
| Đức (Official German Charts)                  | 5               |
| Hungary (Rádiós Top 40)                       | 1               |
| Hungary (Single Top 40)                       | 1               |
| Hungary (Dance Top 40)                        | 1               |
| Ireland (IRMA)                                | 1               |
| Israel (Media Forest)                         | 1               |
| Ý (FIMI)                                      | 4               |
| Nhật Bản (Japan Hot 100)                      | 63              |
| Mexico (Monitor Latino)                       | 1               |
| Mexico Phát thanh (Billboard)                 | 1               |
| Hà Lan (Dutch Top 40)                         | 3               |
| Hà Lan (Single Top 100)                       | 3               |
| New Zealand (Recorded Music NZ)               | 2               |
| Na Uy (VG-lista)                              | 3               |
| Ba Lan (Polish Airplay Top 100)               | 3               |
| Bồ Đào Nha (AFP)                              | 2               |
| Romania (Media Forest)                        | 3               |
| Scotland (OCC)                                | 1               |
| Slovakia (Rádio Top 100)                      | 1               |
| Slovakia (Singles Digitál Top 100)            | 1               |
| Slovenia (SloTop50)                           | 6               |
| Nam Phi (EMA)                                 | 1               |
| Hàn Quốc (Gaon International Singles)         | 3               |
| Tây Ban Nha (PROMUSICAE)                      | 3               |
| Thụy Điển (Sverigetopplistan)                 | 3               |
| Thụy Sĩ (Schweizer Hitparade)                 | 3               |
| Anh Quốc (OCC)                                | 2               |
| Hoa Kỳ Billboard Hot 100                      | 3               |
| Hoa Kỳ Adult Contemporary (Billboard)         | 15              |
| Hoa Kỳ Adult Pop Airplay (Billboard)          | 8               |
| Hoa Kỳ Dance Club Songs (Billboard)           | 1               |
| Hoa Kỳ Hot Dance/Electronic Songs (Billboard) | 1               |
| Hoa Kỳ Pop Airplay (Billboard)                | 2               |
| Hoa Kỳ Rhythmic (Billboard)                   | 3               |
| Venezuela Tiếng Anh (Record Report)           | 1               |

| Bảng xếp hạng (2016)                      | Vị trí |
| ----------------------------------------- | ------ |
| Argentina (Monitor Latino)                | 8      |
| Australia (ARIA)                          | 6      |
| Australian Dance (ARIA)                   | 2      |
| Austria (Ö3 Austria Top 40)               | 27     |
| Belgium (Ultratop 50 Flanders)            | 20     |
| Belgium (Ultratop 50 Wallonia)            | 9      |
| Brazil (Billboard Brasil Hot 100)         | 14     |
| Canada (Canadian Hot 100)                 | 11     |
| Colombia English (National-Report)        | 5      |
| Denmark (Tracklisten)                     | 21     |
| France (SNEP)                             | 15     |
| Germany (Official German Charts)          | 17     |
| Hungary (Rádiós Top 40)                   | 32     |
| Hungary (Single Top 40)                   | 13     |
| Hungary (Stream Top 40)                   | 16     |
| Hungary (Dance Top 40)                    | 18     |
| Israel (Media Forest)                     | 17     |
| Italy (FIMI)                              | 15     |
| Netherlands (Dutch Top 40)                | 10     |
| Netherlands (Single Top 100)              | 18     |
| New Zealand (Recorded Music NZ)           | 10     |
| Romania (Media Forest)                    | 41     |
| South Korea (Gaon International Singles)  | 26     |
| Spain (PROMUSICAE)                        | 26     |
| Sweden (Sverigetopplistan)                | 18     |
| Switzerland (Schweizer Hitparade)         | 16     |
| UK Singles (Official Charts Company)      | 5      |
| US Billboard Hot 100                      | 17     |
| US Adult Contemporary (Billboard)         | 45     |
| US Adult Top 40 (Billboard)               | 21     |
| US Hot Dance Club Songs (Billboard)       | 1      |
| US Hot Dance/Electronic Songs (Billboard) | 3      |
| US Pop Songs (Billboard)                  | 6      |
| US Rhythmic (Billboard)                   | 13     |
| Venezuela English (Record Report)         | 2      |
| Bảng xếp hạng (2017)                      | Vị trí |
| Australian Dance (ARIA)                   | 32     |
| Canada (Canadian Hot 100)                 | 98     |
| Hungary (Dance Top 40)                    | 78     |
| South Korea (Gaon International Singles)  | 52     |
| US Hot Dance/Electronic Songs (Billboard) | 11     |
| Bảng xếp hạng (2018)                      | Vị trí |
| South Korea (Gaon International Singles)  | 70     |

| Bảng xếp hạng                        | Vị trí |
| ------------------------------------ | ------ |
| UK Singles (Official Charts Company) | 88     |

## Chứng nhận
| Quốc gia | Chứng nhận   | Số đơn vị/doanh số chứng nhận |
| --- | ------------ | ----------------------------- |
| Úc (ARIA) | 9× Kim cương | 0‡                            |
| Áo (IFPI Áo) | Vàng         | 15.000‡                       |
| Bỉ (BEA) | 2× Bạch kim  | 40.000‡                       |
| Canada (Music Canada) | 4× Bạch kim  | 0*                            |
| Đan Mạch (IFPI Đan Mạch) | 2× Bạch kim  | 180.000‡                      |
| Pháp (SNEP) | Kim cương    | 233.333‡                      |
| Đức (BVMI) | Bạch kim     | 300.000‡                      |
| Ý (FIMI) | 5× Bạch kim  | 250.000‡                      |
| México (AMPROFON) | 3× Bạch kim  | 180.000*                      |
| New Zealand (RMNZ) | Bạch kim     | 30.000*                       |
| Ba Lan (ZPAV) | 2× Kim cương | 200.000‡                      |
| Hàn Quốc (Gaon Chart) | —            | 445,609                       |
| Tây Ban Nha (PROMUSICAE) | 2× Bạch kim  | 80.000‡                       |
| Thụy Điển (GLF) | 4× Bạch kim  | 80.000‡                       |
| Anh Quốc (BPI) | 3× Bạch kim  | 1.800.000‡                    |
| Hoa Kỳ (RIAA) | 6× Bạch kim  | 6.000.000‡                    |
| * Chứng nhận dựa theo doanh số tiêu thụ. ^ Chứng nhận dựa theo doanh số nhập hàng. ‡ Chứng nhận dựa theo doanh số tiêu thụ và phát trực tuyến. |              |                               |